# Kostel Zvěstování Panny Marie (Ostřetín)
Kostel Zvěstování Panny Marie se nalézá uprostřed vesnice Ostřetín v okrese Pardubice nedaleko od hlavní silnice ve směru Hradec Králové – Svitavy. Kostel tvoří významnou dominantu vesnice. Kostel je  chráněn jako kulturní památka.

## Historie kostela
První písemná zmínka o zdejším kostele pochází z roku 1350, kdy byla zdejší plebánie postoupena biskupství litomyšlskému. Roku 1677 je kostel uváděn jako filiální do Rovně. Byl tehdy dřevěný, podle zprávy z roku 1677 byl vybaven stříbrným kalichem, měděnou monstrancí, cínovou křtitelnicí a čtyřmi zvony. Později patřil do roku 1786 jako filiální do Holic. Roku 1786 byla tu zřízena lokálie a roku 1854 fara. Starý dřevěný kostelík vyhořel spolu s celou vesnicí roku 1758 za pruského tažení. Poté byla postavena malá kaplička a až v roce 1781 byl vystavěn současný kamenný kostel.

## Popis kostela
Současný barokní kostel je jednolodní budova s obdélným půdorysem orientovaná k východu s kostelní věží v západním průčelí a s čtyřhranným presbytářem  o rozměrech 6,50 × 5,35 m s pilastry v koutech a plackovou klenbou. Za presbytářem se nalézá sakristie o rozměrech 4,50 × 3,10 m. Kostelní loď má plochý zrcadlový strop s neckovým fabionem a je orientovaná k východu o rozměrech 12,0 × 8,50 m. Kostelní loď, presbytář, sakristie a nároží věže mají pilířové pruhy s baldachýnovými hlavicemi, ozdobené lizénami. 
Stěny kostela člení pilastry - průčelí 4, boky 4 , v závěru presbytáře a sakristie zdvojené.
Kostelní průčelí má klenutý oblouk nad kterým se nachází oválné okno. Postranní vchod je polokruhový, okna jsou uzavřena půlobloukem. 
Kostelní věž končí osmibokou, šindelem krytou helmicí s hrotnicí a dvouramenným křížem.

## Vybavení kostela
Hlavní oltář je vybaven obrazem Zvěstování Panny Marie od malířů Jaroslava Hejdy z Lovčic a Bartoloměje Hlavína z konce 19. století. 
Původní obraz z hlavního oltáře od jezuitského barokního malíře Josefa Kramolina je zavěšen na postranní zdi kostela. Obraz představuje Pannu Marii, oděnou růžovým šatem a modrým pláštěm s hlavou skloněnou. Za ní je zelená pokrývka. Nad šatem se vznáší anděl, oděný žlutým šatem, a vedle něho jsou dva menší andílci, holubice a zář s hlavami andělskými. Obraz je signován: Joseph Kramolin 1781. Obraz má rozměry 2,0 × 1,5 m.

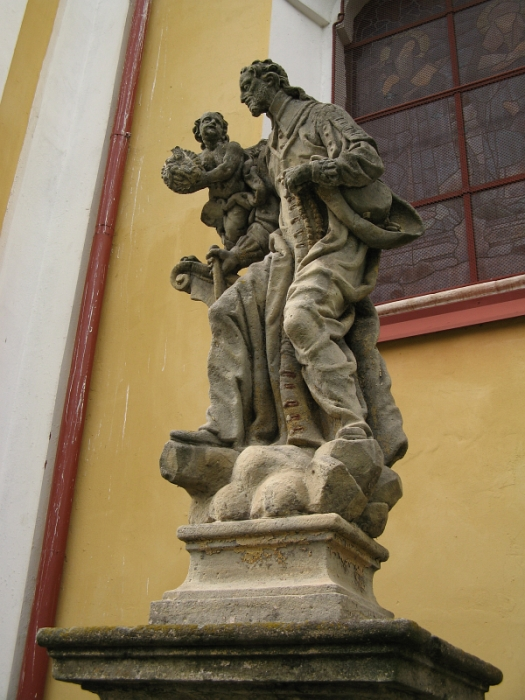
Ostřetín, socha svatého Jana Nepomuckého u kostela

Za oltářem se nacházejí dřevěné polychromované sochy sv. Floriána a Jana Nepomuckého 1,50 m vysoké, pocházející z 19. století. 
Postranní oltáře Panny Marie Lourdské, Pána Ježíše a Bolestné Panny Marie jsou vybaveny sochami uvedených světců. Oltáře jsou vyřezány v renesančním slohu truhlářem Rudolfem Velínským z Chocně, sochy pocházejí od tyrolského sochaře Ferdinanda Stuflesera.
Na vysokém triumfálním oblouku je v kostelní lodi barokní kartuš s nápisem: AVE MARIA 1781.
Prostranní kruchta o rozměrech 8,60 × 7,50 m je umístěna na třech obloucích spočívajících na pilířích křížové základny. Pilíře mají zvýšené podnože místo patek a místo hlavic silně vystupující římsy.
V kostelní lodi nalevo je umístěn obraz sv. Terezie z 19. století o rozměrech 1,30 × 1,0 m.
Na stěně vpravo se nalézá olejomalba Panny Marie z 19. století o rozměrech 1,3 × 1,0 m.
Křížová cesta je novodobá z konce 19. století.
Cínovou třínohou křtite1nici o rozměrech 1,30 × 0,32 m zhotovil roku 1859 chrudimský cínař Václav Roztočil.
Na kamenné věži visí tři novodobé zvony. Původní čtyři zvony byly za I. světové války zrekvírovány.